# Kostel svatého Vojtěcha (České Budějovice)
Farní kostel svatého Vojtěcha stojí v Českých Budějovicích v ulici Emy Destinové v městské části Čtyři Dvory poblíž kampusu Jihočeské univerzity a ústavů Akademie věd ČR.

## Historie
1. září 1937 byla podána žádost o stavbu a plány místním kostelním výborem. Kostel byl zbudován v letech 1938–1939, jeho projektantem byl pražský architekt Jaroslav Čermák, stavbu řídil českobudějovický stavitel František Stašek. Jde o podélný kostel s asymetricky umístěnou věží. Jeho čelní stěnu zdobí obrovský dřevěný kříž a ze dřeva vyřezané sochy sv. Vojtěcha a pruských válečníků od sochaře a řezbáře Josefa Vítka. Zajímavostí je monolitický betonový strop kostelní lodi. 
Je střediskem farnosti sv. Vojtěcha, která byla zřízena v roce 1990 a zahrnuje městské části Českých Budějovic ležící na levém břehu Vltavy. Farnost spravují salesiáni, přilehlá fara je zároveň sídlem Salesiánského střediska mládeže. Mše svaté jsou slouženy denně.

## Galerie

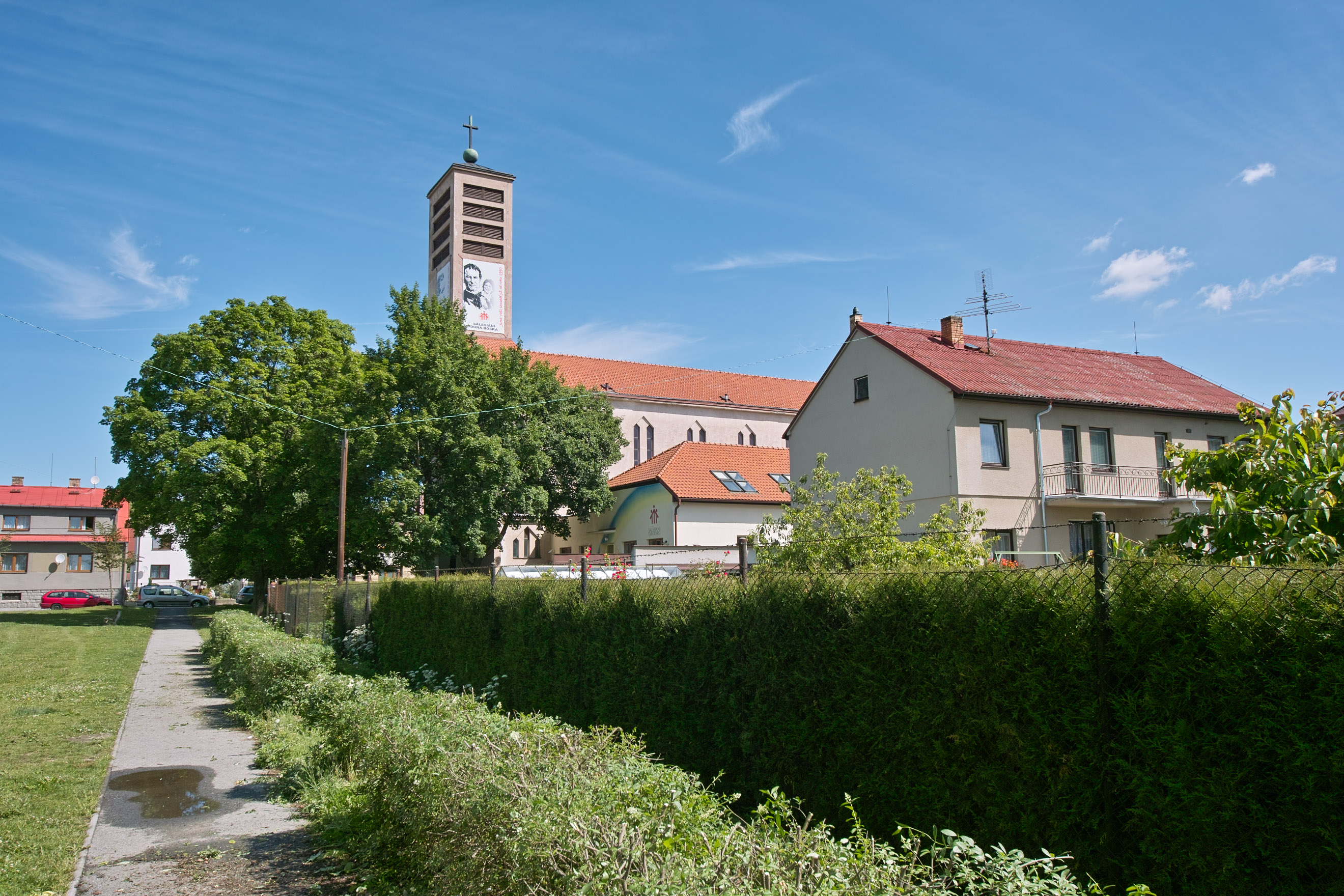
Budovy kostela a Salesiánského střediska
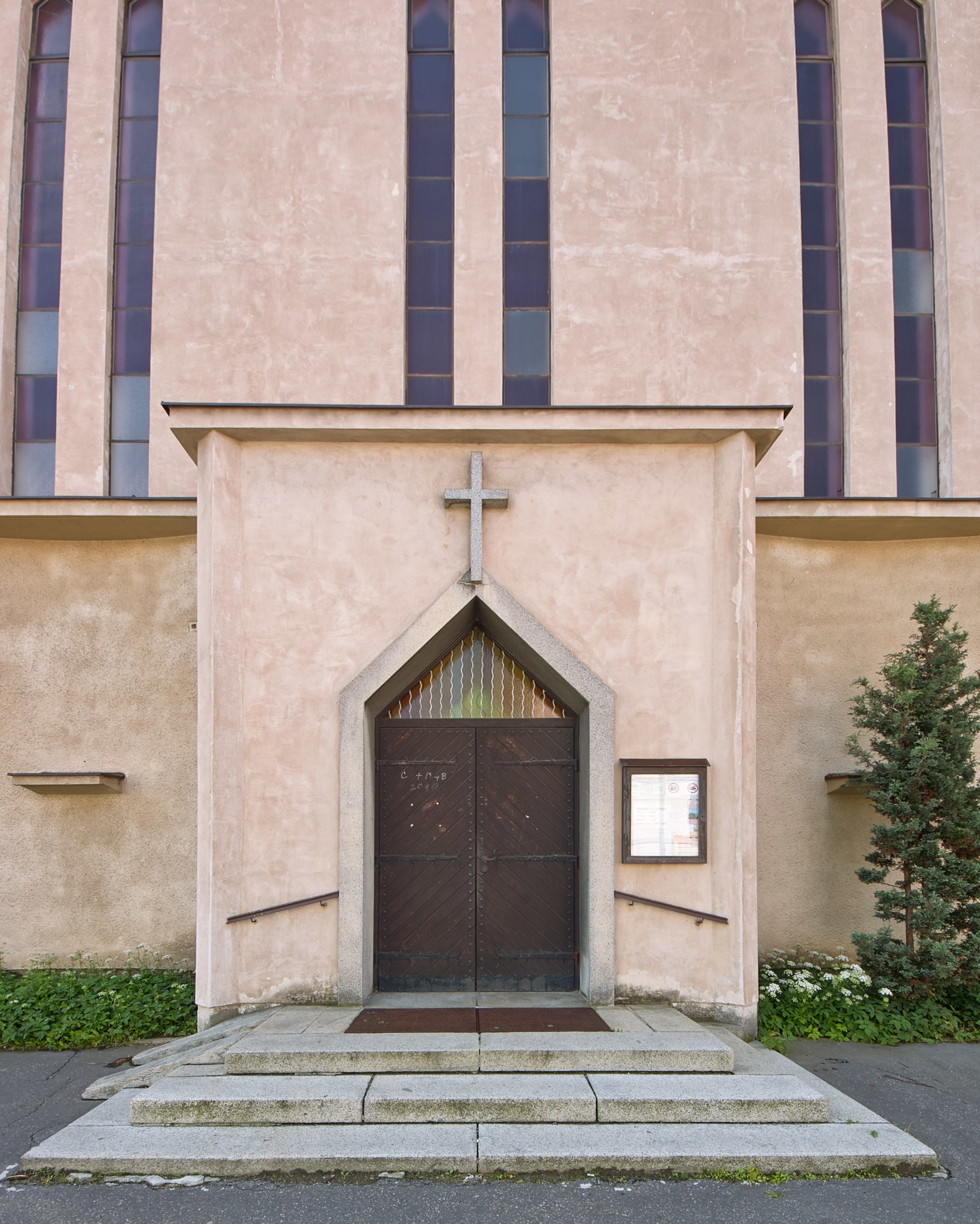
Vstup
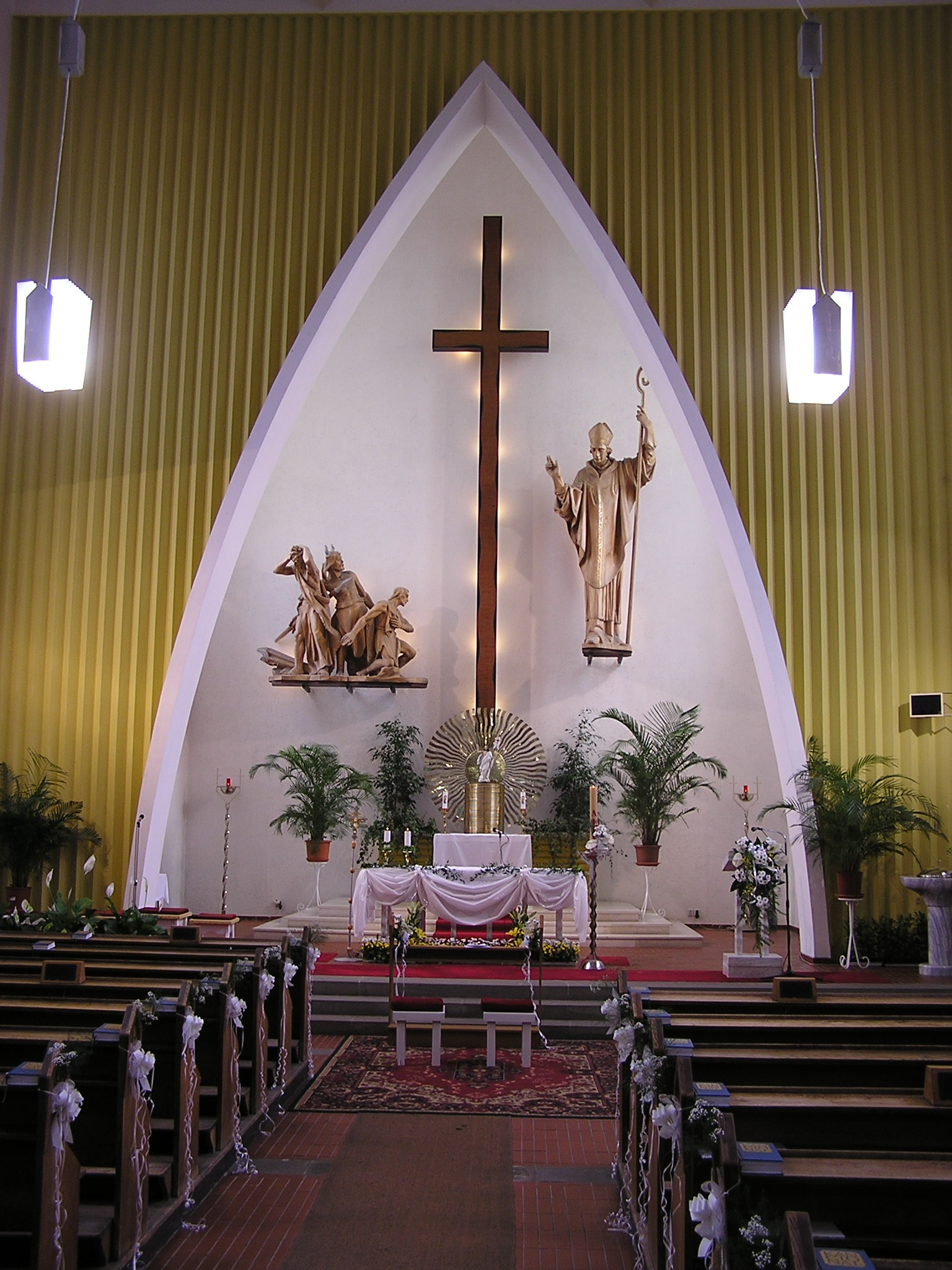
Oltář
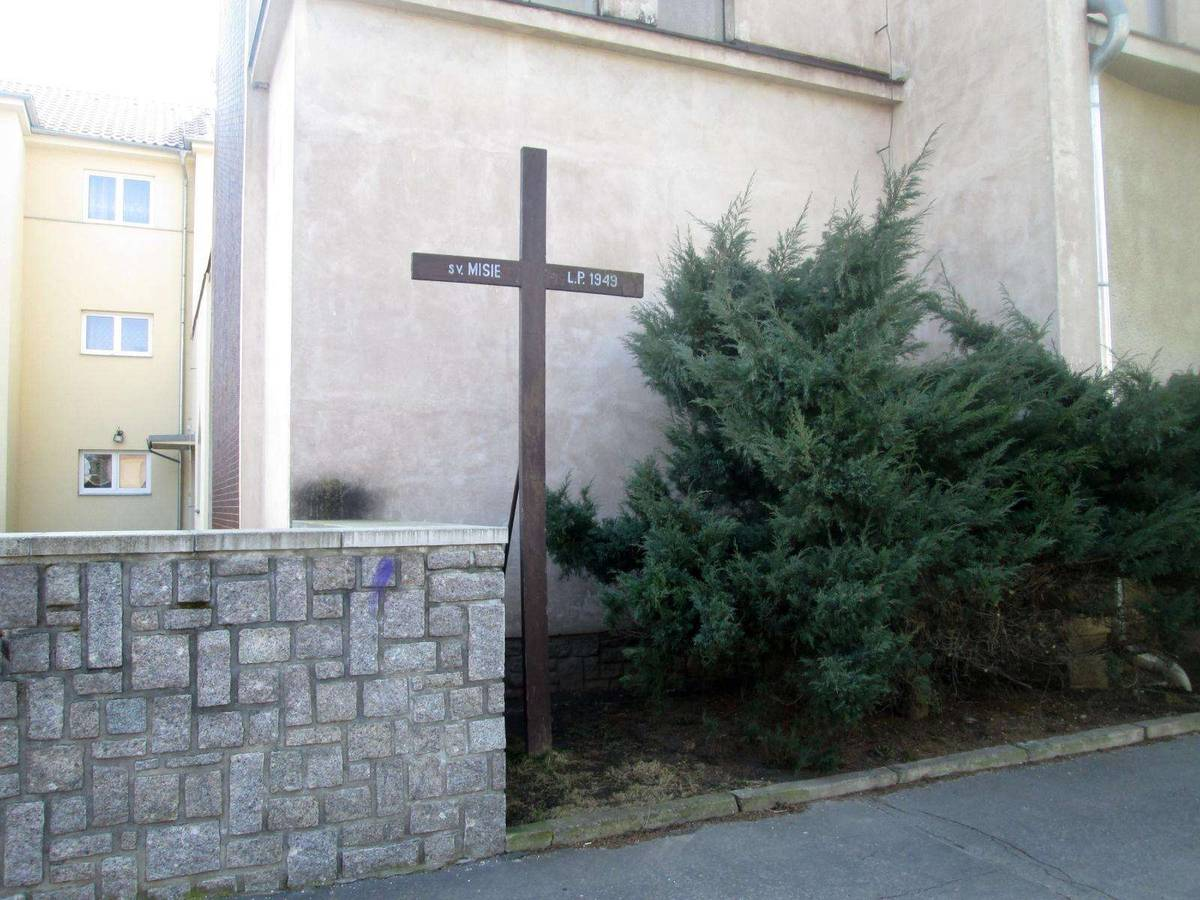
Kříž před kostelem